# ولکرو
ولکرو (به انگلیسی: Velcro) یک شرکت خصوصی است که اتصال‌دهنده‌ها و سایر محصولات تولید می‌کند. این شرکت با اختراع اولین اتصال‌دهنده قلاب-حلقه، که تحت نشان تجاری عام «ولکرو» (با وجود اعتراض به استفاده از این نام) منتشر می‌شود به شهرت جهانی رسید.

## تاریخ
مهندس برق سوئیسی جورج د مسترال، در سال ۱۹۴۱، هنگامی که به یک پیاده‌روی در جنگل رفت و متعجب شد که چرا دانه‌های باباآدم به کت و سگش چسبیده‌است اولین اتصال‌دهنده لمسی خود را اختراع کرد. او کشف کرد که این می‌تواند به چیز مفیدی تبدیل شود. او در سال ۱۹۵۵ اختراع خود را ثبت کرد، و پس از آن در اواخر دهه ۱۹۵۰، اختراع خود را عملیاتی کرد بهبود بخشید و توسعه داد.